# Świerczyna (Karkonosze)
Świerczyna (niem. Fichtighübel, 665 m n.p.m.) – szczyt w Karkonoszach, w obrębie Pogórza Karkonoskiego.
Położony jest w zachodniej części Pogórza Karkonoskiego, na wschód od Szklarskiej Poręby, na południe od Michałowic i na zachód od Jagniątkowa. Na północny zachód leży potężny masyw Płoszczania, a na zachód niewielkie wzniesienie Łagodna.
Między Łagodną a Świerczyną leży rozdroże o nazwie Trzy Jawory.
Zbudowany z granitu karkonoskiego.
Porośnięty lasami świerkowymi.
Na południe od Świerczyny biegnie Droga pod Reglami ze Szklarskiej Poręby do Jagniątkowa i dalej przez Zachełmie do Przesieki.

## Szlaki turystyczne
Na północ od szczytu biegnie  niebieski szlak turystyczny z Piechowic przez Michałowice na Przełęcz pod Śmielcem, a na południe od wierzchołka  czarny szlak z Jagniątkowa do schroniska PTTK „Pod Łabskim Szczytem”.